# Liemers (samenwerkingsverband)
De Liemerse Ambassade of kortweg De Liemers (genoemd naar de gelijknamige streek) is een regio, intergemeentelijk samenwerkingsverband en statistische regio van de provincie Gelderland in het zuidoosten van de provincie Gelderland. Binnen de regio wordt  samengewerkt in onder andere de Veiligheidsregio Gelderland-Midden en Veiligheidsregio Noord- en Oost-Gelderland.

## Gemeenten
De onderstaande gemeenten maken deel uit van de Liemerse Ambassade. Het betreft vijf gemeenten met een totale oppervlakte van 268,73 km² en een totaal aantal inwoners van 136.170 in 2024, bron: CBS. De drie steden in de regio zijn Doesburg, 's-Heerenberg en Zevenaar.
| - Doesburg - Duiven - Montferland - Westervoort - Zevenaar |

## Statistische regio De Liemers (Provincie Gelderland)
De Liemers is daarnaast een statistische regio in de provincie Gelderland, Nederland. De regio wordt gehanteerd in onder andere provinciale woningmarktanalyses en prognosestudies, zoals het rapport Bevolkings- en huishoudensprognose Gelderland 2019–2040. De regio omvat de gemeenten Zevenaar, Doesburg, Duiven, Westervoort en Montferland.

### Geografie
De Liemers ligt in het zuidoosten van Gelderland, tussen de rivier de Rijn in het noorden en de grens met Duitsland in het zuiden. De regio grenst aan de regio Arnhem e.o., de Achterhoek en het Duitse district Kreis Kleve. Door de strategische ligging nabij de stad Arnhem en diverse snelwegen zoals de A12, is de regio sterk verweven met omliggende stedelijke gebieden.

### Bestuurlijke en functionele indeling
Hoewel De Liemers ook als historische en culturele regio bekendstaat, wordt de hier bedoelde statistische regio gedefinieerd vanuit beleidsdoeleinden. De provincie Gelderland gebruikt deze indeling voor woningmarktbeleid, ruimtelijke ordening en demografische analyses. In dit kader wordt De Liemers als zelfstandige regio onderscheiden van Arnhem e.o. en de Achterhoek.

### Gemeenten
De statistische regio De Liemers bestaat uit de volgende gemeenten:
- Zevenaar
- Doesburg
- Duiven
- Westervoort
- Montferland